# Premis Literaris Ciutat de Sagunt
Els Premis Literaris Ciutat de Sagunt són uns guardons ubicats en el camp de la literatura en valencià, concretament a la novel·la, la poesia i el teatre. Són convocats pel Gabinet de Promoció del València de l'Ajuntament de Sagunt, al Camp de Morvedre. Els premis es fan públics cap al mes d'abril i les obres guanyadores són editades cap a la tardor.

## Història
Es van encetar el 1998. Eixe any la convocatòria només constava de premi de Poesia. Es tractava d'un homenatge a l'escriptor i historiador saguntí Jaume Bru i Vidal; per aquesta raó, el guardó poètic duu el seu nom. El 1999 es va acompanyar del guardó de novel·la. Finalment, cap al 2004, el certamen es va eixamplar amb el gènere teatral. Com en el cas de la poesia, aquest darrer premi es va dedicar a la memòria d'un altre artista de la capital morvedrina, en aquest cas, l'actor Pepe Alba Moreno.

## Guardonats
| Any  | Poesia                                                  | Novel·la                                                           | Teatre                                              |
| ---- | ------------------------------------------------------- | ------------------------------------------------------------------ | --------------------------------------------------- |
| 1998 | Vora el silenci, Antoni Prats i Gràcia                  |                                                                    |                                                     |
| 1999 | Llibre de mercès, Josep Planaspachs                     | Pavana per a un home sense nom, Pasqual Mas i Usó                  |                                                     |
| 2000 | Un mateix cel, Joan Elies Adell i Pitarch               | Organització i vida en un mas d'alta muntanya, Josep Valor i Gadea |                                                     |
| 2001 | Epíleg, Rafael Català i Moros                           | La mirada de Teseu, Josep Ballester i Roca                         |                                                     |
| 2002 | L'empremta dels ammonits, Nel·lo Navarro                | La caixa negra, Jordi Botella                                      |                                                     |
| 2003 | Viatge austral, Consol Martínez Bella                   | Marta dibuixa ponts, Carles Cortés                                 |                                                     |
| 2004 | Regla de tres, Josep Gonzàlez Clofent                   | El beneit, Guillem Rosselló Bujosa                                 | Apis mellifera, Miguel Ángel García López           |
| 2005 | El cant de la Sibil·la, Miquel López Crespí             | El viatger del crepuscle, Adolf Piquer Vidal                       | Au revoire, Lumière, Llàtzer Garcia Alonso          |
| 2006 | Xarxes de sol, Rafael Casanova i Estruch                | Parlaràs de mi, Joan Andrés i Sorribes                             | El creuer dels etcèteres, Joan Guasp i Vidal        |
| 2007 | La importància del violoncel, Albert Garcia i Hernández | Els retrobats i els perduts, Josep Usó i Mañanós                   | Puzle, Jordi Sala Lleal                             |
| 2008 | El nou rapte d'Europa, Lluís Alpera i Leiva             | Ayrin de les Alcusses, Teresa Broseta                              | Ushuaïa, Marc Artigau i Queralt                     |
| 2009 | Els cossos oblidats, Salvador Iborra Mallol             | Fem un trio, Manuel Joan i Arinyó                                  | Les sense ànima, Marc Artigau i Queralt             |
| 2010 | Cantaments, Ivan Brull i Pons                           | Després del silenci, Enric Lluch i Girbés                          | Tàbula brasa, Albert Pijuan i Hereu                 |
| 2011 | Tres estrelles Michelin, Joan Adell i Àlvarez           | La mort, a l'ombra del bibliotecari, Màrius Moneo i Vilalta        | Diàlegs de Dalt i de Baix, Orland Verdú i Jover     |
| 2012 | Voràgine, Josep Ribera i Condomina                      | La promesa del gal·lès, Ivan Carbonell i Iglesias                  | Àfrica, Joan Manuel Matoses Morant                  |
| 2013 | Love is, Antoni Albalat Salanova                        | Quan truquen de matinada, Salvador Vendrell Grau                   | Amami, Alfredo, amami, Octavi Egea i Climent        |
| 2014 | Celebració, Vicent Torres Aguado                        | Material fotogràfic, Joaquim Espinós Felipe                        | La comèdia dels quatre quadres, Núria Casado i Gual |
| 2015 | Inventari de fragilitats, Jesús Girón Araque            | Un món de bojos, Francesc Gisbert i Muñoz                          | La nit ens atrapa, Joan Ramon Gironès Manich        |
| 2016 | On la sang, Ricard Garcia López                         | El pensament viatger, Carles Penya-roja                            | Stockholm, Ismael Bereje                            |
| 2017 | Tríptics dels déus absents, Juan Carlos Elijas          | Teoria del càstig, Àlan Greus                                      | Porta'm al bosc, Joan Ramon Gironès Manich          |
| 2018 | Anys llum, Josep Porcar i Museros                       | No tractis Déu de vostè, Jordi Ortiz Casas                         | Treball de recerca, Ignasi Garcia Barba             |
| 2019 | La pedra del temps, Isaïes Minetto                      | Declarat desert                                                    | Retòrica de la incertesa, Roger Pou                 |
| 2020 | Cossos afeblits, Àngel Fabregat Morera                  | El carrer era de terra, Josep Usó i Mañanós                        | Crims, Manuel Molins i Casaña                       |
| 2021 | desert                                                  | El cor de la geneta, Guillem Rosselló Bujosa                       | Dones que parlen, Ferran Joanmiquel Pla             |
| 2022 | El Crit, Susanna Lliberós                               | Blanc i negre amb argument de color, Àngel-Octavi Brunet           | Galilea Glam, Sílvia Navarro Perramon               |